# Orlovka (Vladímir)
|  | Per a altres significats, vegeu «Orlovka». |

Orlovka (en rus: Орловка) és un poble de l'óblast de Vladímir, a Rússia, segons el cens del 2010 tenia 36 habitants. Pertany al districte municipal de Mélenki.